# Zipeprol
A zipeprol egy központilag ható köhögéscsillapító, melyet Franciaországban fejlesztettek ki az 1970-es években. A kodeinnel és dextrometorfánnal ellentétben nem morfinánszármazék. A zipeprol helyi érzéstelenítőként és nyákoldóként viselkedik, antihisztamikus és antikolinergikus tulajdonságai is vannak. Több márkanéven kerül eladásra, mint például a Zinolta és Respilene. Az Egyesült Államokban és Kanadában nem kapható és már Európában is megszüntették forgalmazását, de Ázsia és Dél-Amerika egyes országaiban még mindig hozzá lehet jutni.
A zipeprollal többször visszaéltek Koreában, elsősorban hallucinogén hatása miatt. A használata kérdéses lett a nagyobb dózis beadása után kiváltott rohamok és különböző idegrendszeri mellékhatások miatt.

## Fordítás
- Ez a szócikk részben vagy egészben  a   Zipeprol című angol Wikipédia-szócikk ezen változatának fordításán alapul.  Az eredeti cikk szerkesztőit annak laptörténete sorolja fel. Ez a jelzés csupán a megfogalmazás eredetét és a szerzői jogokat jelzi, nem szolgál a cikkben szereplő információk forrásmegjelöléseként.